# Gloria Olive
 Gloria Olive  (* 8. Juni 1923 in New York City, Vereinigte Staaten; † 17. April 2006 in Dunedin, Neuseeland) war eine neuseeländische Mathematikerin und Hochschullehrerin.

## Leben und Werk
Olive schloss ihr Studium am Brooklyn College in New York 1944 mit einem Bachelor of Arts ab, gefolgt von einem Master of Arts 1946 an der University of Wisconsin-Madison. Sie unterrichtete als Dozentin von 1946 bis 1948 an der University of Arizona, von 1948 bis 1950 an der Idaho State University und bis 1951 als Graduate Assistant an der Oregon State University. Danach arbeitete sie als Kryptographin im US-Verteidigungsministerium in Washington, D.C. Sie ging 1952 an das Anderson College und promovierte 1963 an der Oregon State University bei Arvid Turner Lonseth mit der Dissertation: Generalized Powers. 1968 verließ sie das Anderson College und wurde Professorin für Mathematik an der University of Wisconsin-Superior. Anschließend lehrte sie von 1972 bis 1988 an der University of Otago in Neuseeland. Sie war Gründungsmitglied der New Zealand Mathematical Society.